# Apparato del Golgi

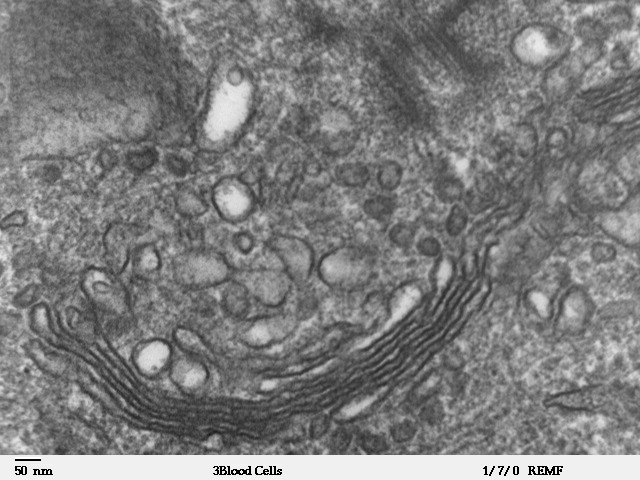
Microfotografia al microscopio elettronico a trasmissione (TEM) dell'apparato di Golgi

L'apparato del Golgi è un organulo di composizione lipo-proteica scoperto nel 1898 dal medico e microscopista italiano Camillo Golgi, che lo identificò come una delicata struttura localizzata nella cellula in posizione paranucleare. Golgi diede all'organulo il nome di apparato reticolare interno.

## Descrizione
La struttura si evidenzia al microscopio ottico, trattando le cellule con sali d'argento o tetrossido di osmio. Viene detta "zona di Golgi" la zona di citoplasma nella quale risiede l'apparato.
L'apparato venne evidenziato nel 1896 da Camillo Golgi, attraverso un'impregnazione cromoargentica effettuata su cellule nervose del gatto. Notò così che una zona del reticolo endoplasmatico interno presentava una maggiore addensazione del metallo e la descrisse come "apparato reticolare interno". La sua esistenza fu per molto tempo messa in dubbio, in quanto il reticolo fu ritenuto un artefatto causato dal metodo di fissazione e colorazione e la struttura dell'Apparato reticolare interno fu poi osservata tramite la microscopia elettronica, intorno agli anni '50 (le cisterne che costituiscono l'apparato, infatti, hanno dimensioni che cadono al di fuori del potere risolutivo del microscopio ottico), e all'organulo fu dato il nome di Apparato del Golgi.
Una caratteristica dell'apparato del Golgi, è che la sua posizione può variare a seconda della cellula in cui si trova e dipende dalle interazioni con il citoscheletro (in particolar modo con i filamenti di actina e con i microtubuli); ad esempio, esso è situato tra il nucleo e il polo apicale nelle cellule epiteliali polarizzate, come quelle secernenti, mentre può circondare completamente il nucleo in cellule non polarizzate (come si può notare in alcuni tipi di cellule neuronali). In altri tipi cellulari, l'apparato del Golgi, è decisamente molto meno sviluppato, delimitando un'area paranucleare attorno ai centrioli, nota anche come centrosfera. Durante il ciclo cellulare, la struttura del Golgi viene disassemblata, di fatti, all'inizio della mitosi, l'apparato si frammenta in vescicole e tubuli che vengono ripartiti tra le due cellule figlie, dove si riorganizzeranno in un nuovo Golgi alla fine della divisione mitotica.
Esso è formato da cisterne membranose incurvate e appiattite, impilate le une sulle altre, deputate alla glicosilazione, cioè produzione di glicolipidi e glicoproteine (mediante l'aggiunta di residui glucidici). Inoltre l'organulo, sempre tramite l'aggiunta di specifici residui chimici (siano essi oligosaccaridi o gruppi fosfato o altri complessi), indirizza le biomolecole al loro destino all'interno dell'economia cellulare. In particolare, per quanto riguarda quest'ultima categoria di attività svolte dall'organulo, il suo ruolo è essenziale nella formazione dei lisosomi (le cui idrolasi sono indirizzate al loro destino tramite l'aggiunta di gruppi fosfato), nella sintesi di glicoproteine (sia quelle destinate alla secrezione, sia quelle transmembrana), nella sintesi di GAG (Glicosamminoglicani) e in quella di lipoproteine e lipidi complessi. Anche se può variare leggermente a seconda delle cellule studiate, in linea di massima la struttura di questo organulo è pressoché uniforme. Esso è costituito da tre tipi di strutture diverse:
- Vescicole transfer, piccole vescicole con diametro di 80-100 nm tramite le quali pervengono al Golgi le biomolecole da elaborare.
- Cisterne, sono minimo tre e nelle cellule umane. Solitamente il loro numero varia tra quattro e otto. I margini esterni delle vescicole sono frequentemente dilatati e circondati da un elevato numero di vescicole, di diverso diametro e densità di contenuto. Ogni cisterna ha una lunghezza che può variare da 0,5 a 1 µm e delimita un lume di 10-20 nm. Una singola cellula può contenere da una a cento pile di cisterne, a seconda della sua specializzazione e della sua attività metabolica. Queste si dispongono le une di fronte alle altre, con una faccia che guarda verso il nucleo e un'altra che guarda verso la membrana cellulare. La faccia che guarda verso il nucleo è quella sulla quale arrivano le Vescicole transfer, da quella che guarda verso il plasmalemma originano invece i vacuoli di condensazione contenenti i prodotti dell'attività dell'organulo. La faccia che guarda verso il nucleo prende il nome di faccia cis o faccia convessa o faccia immatura, quella che guarda verso la membrana faccia trans o faccia matura o faccia concava. Si possono quindi descrivere tre regioni (ciascuna costituita da minimo una cisterna) dell'Apparato del Golgi ognuna con specifiche competenze biochimiche: la regione cis, mediana e trans. Attraverso queste regioni varia la composizione chimica, gli enzimi, e lo spessore della membrana (che aumenta dalla faccia cis alla faccia trans) delle cisterne che costituiscono questo organulo. Più precisamente, il "reticolo cis" fosforila oligosaccaridi sulle proteine destinate ai lisosomi (per esempio il mannosio-6-fosfato per il riconoscimento delle idrolasi acide); la "cisterna cis" rimuove mannosio con mannosidasi di tipo I; la "cisterna mediale" rimuove altri residui di mannosio con delle mannosidasi di tipo II e aggiunge N-acetil-glucosamina; la "cisterna trans" addiziona galattosio e acido N-acetilneuraminico (NANA o acido sialico); il "reticolo trans" ( chiamato anche trans-Golgi-network ) smista il cargo con vescicole endocitiche o trans-citiche e aggiunge gruppi solfato a carboidrati o tirosine di proteine.
- Vacuoli di condensazione, originano dalla faccia trans delle cisterne e si fondono tra loro formando macrovescicole o granuli di secrezione. Questi sono diretti a fondersi con il plasmalemma o con endosomi.

Le cisterne sono impilate strettamente le une sulle altre e possono trovarsi associate nei cosiddetti corpi golgiani o singolarmente nel citoplasma.
In una cellula, tanto più essa è attiva nella sintesi proteica, tanti più apparati sono presenti.

### Funzioni
L'organizzazione ordinata delle cisterne è fondamentale per il corretto svolgimento delle funzioni dell'apparato. È stato evidenziato, con studi in vitro, che la disgregazione delle pile di Golgi, in singole cisterne sparse nel citoplasma, altera profondamente due delle funzioni più importanti dell'apparato, ovvero la glicosilazione e il corretto smistamento delle glicoproteine. La frammentazione dell'apparato del Golgi, viene spesso associata all'insorgenza di malattie neurodegenerative (ad esempio Corea di Huntington, il morbo di Parkinson e l'Alzheimer), autoimmuni e all'insorgenza e progressione tumorale.
L'apparato di Golgi ha una funzione molto importante ovvero quella di rielaborare, selezionare ed esportare i prodotti del reticolo endoplasmatico. Questo organulo può interagire con altri organuli (come il reticolo endoplasmatico rugoso) per indirizzare ed etichettare certe vescicole contenenti prodotti cellulari verso la loro destinazione, che può essere quello di confluire in altri organi o ingranare nella membrana plasmatica e farne uscire il contenuto.
Possiamo fare un esempio con una proteina che deve raggiungere un lisosoma. Inizialmente questa proteina viene fornita di una specifica sequenza segnale che la indirizza nel reticolo endoplasmatico rugoso. Qui, le viene rimossa la sequenza segnale, sostituita con un oligosaccaride (cioè l'indirizzo in etichetta), e la proteina ora si chiama glicoproteina. Gli enzimi del Golgi modificano l'oligosaccaride aggiungendogli un gruppo fosfato non per normale fosforilazione ma con N.acetilglucosammina fosfotransferasi che decide su quale substrato attaccare il gruppo fosfato. Il riconoscimento avviene grazie a una sequenza segnale nella proteina che viene riconosciuta dall'enzima transferasi. La proteina fosforilata si lega a un recettore specifico; dopo viene racchiusa all'interno di una vescicola mediante l'estroflessione della membrana plasmatica; in questo modo la proteina resta divisa dal citoplasma quindi può raggiungere il lisosoma.
Meccanismi simili regolano e indirizzano proteine diverse verso altri componenti cellulari. L'apparato del Golgi è responsabile dell'esportazione di queste proteine, ed è anche coinvolto nell'immagazzinamento di altre, fino a che queste non devono essere utilizzate o espulse dalla cellula.
I prodotti di questo apparato vengono secreti come piccole vescicole che migrano verso la membrana cellulare e con quest'ultima si fondono per rinnovarne i componenti.

Schema del percorso secretorio tra nucleo, reticolo endoplasmatico e apparato del Golgi:
1.Membrana nucleare;
2.Poro nucleare;
3.Reticolo endoplasmatico rugoso (RER);
4.Reticolo endoplasmatico liscio (REL);
5.Ribosoma legato al RER;
6.Macromolecole;
7.Vescicole di trasporto;
8.Apparato di Golgi;
9.Faccia Cis dell'apparato di Golgi;
10.Faccia Trans dell'apparato di Golgi;
11.Cisterne del Golgi.

## Vescicole di trasporto
Le vescicole che gemmano dal reticolo endoplasmatico ruvido (RER) sono trasportate alla faccia cis dell'apparato del Golgi, dove si fondono con la sua membrana rilasciando il loro contenuto all'interno del lume. Una volta nel lume, le molecole vengono modificate, raggruppate e spedite verso la loro destinazione finale. Gli apparati del Golgi sono di solito più grandi e numerosi nelle cellule che sintetizzano e secernono una quantità considerevole di sostanze. Per esempio, le Plasmacellule B e le cellule che secernono Anticorpi del sistema immunitario hanno apparati del Golgi molto complessi.
Queste proteine, che provengono dal reticolo endoplasmatico rugoso, vengono poi trasportate, attraversando la faccia trans, in una complessa rete fatta di membrane e vescicole a esse associate nota come trans-Golgi network (TGN). Questa area di Golgi è il punto in cui le proteine sono raggruppate e spedite ognuna nella propria precisa destinazione grazie al loro collocamento in uno dei tre differenti tipi di vescicole, che dipendono dal composto usato dal Golgi per "marcare" le proteine.
I tre tipi di vescicole sono:
- Vescicole esocitotiche. Sono vescicole che contengono proteine destinate per il rilascio extracellulare. Dopo il confezionamento, le vescicole gemmano immediatamente verso la membrana plasmatica, si fondono con essa e rilasciano il contenuto nello spazio extracellulare in un processo noto come secrezione costitutiva. Esempio: Anticorpo rilasciato dall'attivazione delle Plasmacellule B.
- Vescicole secretorie. Sono anch'esse vescicole che contengono proteine destinate al rilascio extracellulare. Dopo il confezionamento, le vescicole gemmano e sono immagazzinate nella cellula fino a quando non viene dato un segnale per la loro liberazione. Quando l'appropriato segnale viene ricevuto, esse si muovono verso la membrana e vi si fondono per rilasciare il loro contenuto. Questo processo è noto come secrezione regolata. Esempio: Neurotrasmettitore rilasciato dai neuroni
- Vescicole lisosomali. Sono vescicole che contengono proteine destinate al lisosoma, organulo di degradazione contenente molte idrolasi acide. Queste proteine includono sia gli enzimi digestivi sia le proteine di membrana. Tutte le proteine destinate al lisosoma sono marcate con una glicosilazione di mannosio-6-fosfato. Esempio: Proteasi digestive destinate ai lisosomi.

## Modelli di movimento delle molecole attraverso il complesso di Golgi
I meccanismi che promuovono il movimento delle molecole attraverso l'apparato di Golgi, dal compartimento cis al compartimento trans, sono ancora oggetto di studio. Sono stati proposti due modelli principali:
- Modello del trasporto vescicolare. Avviene una gemmazione, le proteine si vanno a porre al di sotto della membrana della cisterna del RER e per gemmazione si forma una vescicola di trasferimento che si dirigerà al Golgi. La proteina può trovarsi o all’interno della vescicola o sulla sua membrana. La vescicola arriva al cis Golgi network e vi si fondono, rilasciando il contenuto o inserendo la proteina nella membrana della cisterna. Il materiale elaborato in una cisterna, viene incluso in microvescicole di trasporto che gemmano dai margini laterali, per fondersi con la membrana della cisterna immediatamente successiva, fino ad arrivare al trans Golgi Network. Secondo questa teoria, dunque, le cisterne costituiscono delle strutture stabili, stazionarie e separate ed è il materiale, in fase di elaborazione, a spostarsi attraverso un flusso vescicolare, diretto da cis a trans, detto anterogrado. A livello delle cisterne del Golgi ci sono anche dei sistemi che possono riconoscere il tipo di proteina e possono smistarle in base al destino che avranno. Ad esempio una delle modifiche a cui vanno incontro proteine destinate alla membrana è la glicosilazione.[2] Nel glicocalice abbiamo proteine che contengono acido sialico. Quindi proteine che contengono acido sialico durante la glicosilazione vengono destinate alla membrana. Altro esempio è che tutte le proteine destinate ad essere idrolasi acide, subiscono aggiunta di un gruppo fosfato a livello del mannosio in posizione 6. Quindi nella loro sequenza presentano mannosio-6P e tutte le proteine che lo presentano sono destinate a diventare idrolasi acide.
- Modello di progressione o maturazione delle cisterne. Suggerisce che la cisterna cis, formata dalla fusione delle vescicole derivate dal reticolo endoplasmatico rugoso, si muova all'interno della pila, maturando progressivamente in cisterne mediali e, infine, in cisterne trans. Arrivata allo stadio di trans Golgi Network, una cisterna viene dispersa frammentandosi in vescicole dirette alla membrana o ai lisosomi, mentre un nuovo cis Golgi Network viene riformato. In questo modello, le vescicole presenti al margine laterale, sarebbero impegnate nella maturazione di ogni singola cisterna, che riceverebbe enzimi trans dalla cisterna più vecchia e cederebbe enzimi cis alla cisterna più giovane, in questo caso utilizzando un flusso retrogrado.

L'ipotesi del modello di progressione o maturazione delle cisterne è oggi la più accreditata. Infatti, nelle vescicole associate al Golgi, è stato possibile identificare alcuni enzimi residenti normalmente nelle cisterne, mentre non sono state mai trovate molecole destinate alla secrezione. Inoltre, è stato dimostrato attraverso studi al microscopio elettronico a trasmissione, che complessi troppo grandi per essere contenuti nelle microvescicole (come aggregati di procollageno in cellule di mammifero o di proteine con lunghe catene zuccherine in certi tipi di alghe), raggiungono la regione trans senza mai lasciare il lume delle cisterne. Studi più recenti hanno perfezionato questo modello, dimostrando che il trasporto lento, mediato dalla progressione delle cisterne, sarebbe affiancato dal trasporto veloce di molecole più piccole, mediante la formazione transitoria di sottili tubuli trasversari tra cisterne adiacenti che, costituendo una via di comunicazione diretta, renderebbe regione delle rapida secrezione osservata per alcune proteine provenienti dal reticolo endoplasmatico ruvido.